# Antal Nagy (nascido em 1944)
Antal Nagy (Budapeste, 16 de maio de 1944} é um ex-futebolista húngaro, que atuava como atacante.

## Carreira
Antal Nagy fez parte do elenco da Seleção Húngara de Futebol, na Copa do Mundo de 1966.

## Ligações Externas
- Perfil em Fifa.com (em inglês)